# Radomiak Radom
Radomiak Radom is een Poolse voetbalclub uit Radom. De club speelt in de hoogste liga. De clubkleuren zijn groen-wit-groen.

## Historie
De club werd in 1910 opgericht als Radomskie Towarzystwo Sportowe. Daarna veranderde de naam enkele keren:
- 1921 - Radomskie Koło Sportowe
- 1945 - RKS Radomiak Radom
- 1950 - Związkowiec Radom
- 1951 - Włókniarz Radom
- 1958 - KS Radomiak Radom
- 1967 - RKS Radomiak Radom